# Lars Norberg (konstnär)
Lars Helge Wenzel Norberg, född 1921 i Göteborg, död 1995, var en svensk målare. 
Lars Norbergs far, Sven Norberg (1885-1938), var fostersonson till missionsföreståndaren Johan Petrus Norberg. 
Lars Norberg studerade på Académie Moulache i Paris samt under resor i Europa och Nordafrika. Han har målat svenska och franska gatumotiv samt framför allt livfulla caféinteriörer med färgade i kraftig, effektfull belysning och livlig kolorit.
Vid 18 års ålder kom han i kontakt med clownen Charlie Rivel och förenade sig med hans trupp. Under nio år turnerade han med cirkusen i andra världskrigets Europa och han fick bland annat uppleva bombningar i Berlin och tillsammans med de andra i clowntruppen deltog han i den franska motståndsrörelsen. Karriären fortsatte med resor i Europa och Nordafrika och utbildning på konstakademien i Paris. Senare bodde han i Provence i Sydfrankrike, varifrån han hämtade inspiration till sitt måleri. Han målade framför allt landskapsmåleri i impressionistisk och naturalistisk stil med motiv främst från Rhône-dalen. 
Utöver konstnärskapet engagerade han sig särskilt för Vinga fyrplats där han var verksam under 25 år.